# Tipula babai
Tipula babai är en tvåvingeart som beskrevs av Alexander 1971. Tipula babai ingår i släktet Tipula och familjen storharkrankar. Inga underarter finns listade i Catalogue of Life.